# 172269 Tator
172269 Tator è un asteroide della fascia principale. Scoperto nel 2002, presenta un'orbita caratterizzata da un semiasse maggiore pari a 2,7526471 UA e da un'eccentricità di 0,2234004, inclinata di 8,56361° rispetto all'eclittica.
L'asteroide è dedicato all'astronomo amatoriale tedesco Michael Tator, cofondatore dell'Osservatorio Turtlestar.